# Governatori di Puebla
Il governatore di Puebla è il capo dell'esecutivo nello stato federato messicano di Puebla.
Viene eletto per un mandato di 6 anni non rinnovabile.
L'attuale governatore è Alejandro Armenta Mier per il Movimento Rigenerazione Nazionale e succeduto a Sergio Salomón Céspedes.

## Stato di Puebla (1824-1834)
| N° | Nome                      | Inizio | Fine | Note       |
| -- | ------------------------- | ------ | ---- | ---------- |
| 1  | Manuel Gómez Pedraza      | 1824   | 1825 |            |
| 2  | José María Calderón       | 1824   | 1825 | ad interim |
| 3  | José María Calderón       | 1825   | 1826 |            |
| 4  | Carlos García y Bocanegra | 1826   | 1827 | ad interim |
| 5  | José María Calderón       | 1827   | 1828 |            |
| 6  | Juan González Cabofranco  | 1828   | 1828 |            |
| 7  | Joaquín de Haro y Tamariz | 1828   | 1828 |            |
| 8  | Patricio Furlong          | 1828   | 1828 |            |
| 9  | José María Tamayo         | 1829   | 1830 |            |
| 10 | Juan José Andrade         | 1830   | 1832 |            |
| 11 | Patricio Furlong          | 1832   | 1833 |            |
| 12 | Guadalupe Victoria        | 1833   | 1834 |            |
| 13 | Cosme Furlong             | 1834   | 1834 |            |
| 14 | Guadalupe Victoria        | 1834   | 1834 |            |
| 15 | José Mariano Marín        | 1834   | 1834 |            |

## Dipartimento di Puebla (1835-1846)
| N° | Nome                      | Inizio | Fine | Note       |
| -- | ------------------------- | ------ | ---- | ---------- |
| 1  | Manuel Rincón             | 1835   | 1835 |            |
| 2  | José Antonio Mozo         | 1836   | 1836 |            |
| 3  | Felipe Collados           | 1837   | 1837 |            |
| 4  | Juan González Cabofranco  | 1840   | 1840 |            |
| 5  | Joaquín de Haro y Tamariz | 1841   | 1841 | ad interim |
| 6  | Valentín Canalizo         | 1842   | 1842 |            |
| 7  | Isidro Reyes              | 1843   | 1843 |            |
| 8  | Juan González Cabofranco  | 1843   | 1843 |            |
| 9  | Joaquín de Haro y Tamariz | 1845   | 1845 |            |
| 10 | Joaquín Reyes             | 1846   | 1846 |            |
| 11 | Cosme Furlong             | 1846   | 1846 |            |
| 12 | Domingo Ibarra Ramos      | 1846   | 1846 |            |

## Stato di Puebla (1847-1864)
| N° | Nome                           | Inizio | Fine | Note       |
| -- | ------------------------------ | ------ | ---- | ---------- |
| 1  | José Rafael Isunza             | 1847   | 1848 |            |
| 2  | Nicolás Bravo                  | 1848   | 1848 |            |
| 3  | Juan Múgica y Osorio           | 1848   | 1853 |            |
| 3  | Cosme Furlong                  | 1848   | 1853 |            |
| 3  | Manuel María Lombardini        | 1848   | 1853 |            |
| 4  | José María González Mendoza    | 1853   | 1853 |            |
| 5  | Francisco Pérez Arévalo        | 1853   | 1855 |            |
| 6  | Pascual Almazán                | 1855   | 1855 |            |
| 7  | Francisco Ibarra Ramos         | 1855   | 1856 |            |
| 8  | Juan Bautista Traconis         | 1856   | 1856 |            |
| 9  | José García Conde              | 1856   | 1857 |            |
| 10 | Miguel Cástulo Alatriste       | 1857   | 1861 |            |
| 11 | Francisco Ibarra Ramos         | 1862   | 1862 |            |
| 12 | José María González de Mendoza | 1862   | 1862 |            |
| 13 | Santiago Tapia                 | 1862   | 1862 |            |
| 14 | Ignacio Mejía                  | 1862   | 1863 |            |
| 15 | Jesús González Ortega          | 1863   | 1863 |            |
| 16 | Miguel Negrete                 | 1863   | 1863 |            |
| 17 | Rafael Cravioto                | 1863   | 1864 | ad interim |

## Stato di Puebla (1864-presente)
| N° | Nome                          | Inizio | Fine      | Note        |
| -- | ----------------------------- | ------ | --------- | ----------- |
| 1  | José María Maldonado          | 1863   | 1866      |             |
| 1  | Fernando María Ortega         | 1863   | 1866      |             |
| 1  | Fernando Pardo                | 1863   | 1866      |             |
| 1  | José María Esteva             | 1863   | 1866      |             |
| 1  | Alonso Manuel Peón            | 1863   | 1866      |             |
| 1  | José María Aróstegui          | 1863   | 1866      |             |
| 1  | Manuel Noriega                | 1863   | 1866      |             |
| 2  | Rafael J. García              | 1867   | 1867      | ad interim  |
| 3  | Juan Nepomuceno Méndez        | 1867   | 1867      |             |
| 4  | José de la Luz Palafox        | 1867   | 1867      |             |
| 5  | Juan Gómez                    | 1867   | 1867      |             |
| 6  | Rafael J. García              | 1868   | 1869      |             |
| 7  | Ignacio Romero Vargas         | 1869   | 1973      |             |
| 8  | Ignacio Alatorre Riva         | 1973   | 1875      |             |
| 9  | Juan Gómez                    | 1875   | 1875      |             |
| 10 | Ignacio Romero Vargas         | 1876   | 1876      |             |
| 11 | José María Couttolenc         | 1876   | 1877      |             |
| 12 | Carlos Pacheco Villalobos     | 1877   | 1880      |             |
| 13 | Juan Crisóstomo Bonilla Pérez | 1880   | 1884      |             |
| 14 | Ignacio Enciso                | 1884   | 1884      |             |
| 15 | Rosendo Márquez               | 1885   | 1885      |             |
| 16 | Manuel M. Arrioja             | 1885   | 1992      |             |
| 17 | Crispín Aguilar Bobadilla     | 1892   | 1892      |             |
| 18 | Mucio Praxedis Martínez       | 1892   | 1911      |             |
| 19 | Miguel Sandoval               | 1911   | 1911      |             |
| 20 | Agustín Mora                  | 1911   | 1911      |             |
| 21 | Rafael Isunza                 | 1911   | 1911      |             |
| 22 | Rafael P. Cañete              | 1911   | 1911      |             |
| 23 | Nicolás Meléndez              | 1911   | 1911      |             |
| 24 | Juan Bautista Carrasco        | 1911   | 1913      |             |
| 25 | Joaquín Maas Flores           | 1913   | 1914      |             |
| 26 | Juan Hernández                | 1914   | 1914      |             |
| 27 | Francisco Muñoz Ovando        | 1914   | 1914      |             |
| 28 | Francisco Coss Ramos          | 1914   | 1914      |             |
| 29 | Antonio Abonza Fuentes        | 1914   | 1914      |             |
| 30 | Rafael Espinosa               | 1914   | 1915      |             |
| 31 | Francisco Coss Ramos          | 1915   | 1915      |             |
| 32 | Luis G. Cervantes             | 1915   | 1916      |             |
| 33 | Cesáreo Castro Villarreal     | 1916   | 1917      |             |
| 34 | Alfonso Cabrera               | 1917   | 1920      |             |
| 35 | Rafael Rojas                  | 1920   | 1920      |             |
| 36 | Luis Sánchez Pontón           | 1920   | 1921      |             |
| 37 | Claudio Nabor Tirado          | 1921   | 1921      |             |
| 38 | José María Sánchez Rojas      | 1921   | 1922      |             |
| 39 | Froylán Cruz Manjarrez        | 1922   | 1923      |             |
| 40 | Francisco Espinosa Fieury     | 1923   | 1923      |             |
| 41 | Vicente Lombardo Toledano     | 1923   | 1924      |             |
| 42 | Alberto Guerrero              | 1924   | 1924      |             |
| 43 | José María Sánchez Rojas      | 1924   | 1924      |             |
| 44 | Enrique Moreno                | 1924   | 1925      | provvisorio |
| 45 | Arturo Osorio Calderón        | 1925   | 1925      | provvisorio |
| 46 | Wenceslao Macip               | 1925   | 1925      | provvisorio |
| 47 | Claudio N. Tirado             | 1925   | 1926      |             |
| 48 | Manuel P. Montes              | 1926   | 1927      |             |
| 49 | Donato Bravo Izquierdo        | 1927   | 1929      |             |
| 50 | Leonides Andreu Almazán       | 1929   | 1932      |             |
| 51 | Juan C. Bonilla López         | 1932   | 1933      |             |
| 52 | José Mijares Palencia         | 1933   | 1937      |             |
| 53 | Gustavo Ariza Dávila          | 1936   | 1936      | provvisorio |
| 54 | Maximiliano Ávila Camacho     | 1937   | 1941      |             |
| 55 | Gonzalo Bautista Castillo     | 1941   | 1945      |             |
| 56 | Carlos Ignacio Betancourt     | 1945   | 1951      |             |
| 57 | Rafael Ávila Camacho          | 1951   | 1957      |             |
| 58 | Fausto M. Ortega              | 1957   | 1960      |             |
| 59 | Arturo Fernández Aguirre      | 1960   | 1963      | sostituto   |
| 60 | Antonio Nava Castillo         | 1963   | 1964      |             |
| 61 | Aarón Merino Fernández        | 1964   | 1969      |             |
| 62 | Rafael Moreno Valle           | 1969   | 1972      |             |
| 63 | Mario Mellado García          | 1972   | 1972      | sostituto   |
| 64 | Gonzalo Bautista O'Farrill    | 1972   | 1973      | sostituto   |
| 65 | Guillermo Morales Blumenkron  | 1973   | 1975      | sostituto   |
| 66 | Alfredo Toxqui Fernández      | 1975   | 1981      |             |
| 67 | Guillermo Jiménez Morales     | 1981   | 1987      |             |
| 68 | Mariano Piña Olaya            | 1987   | 1993      |             |
| 69 | Manuel Bartlett Díaz          | 1993   | 1999      |             |
| 70 | Melquíades Morales Flores     | 1999   | 2005      |             |
| 71 | Mario Marín Torres            | 2005   | 2011      |             |
| 72 | Rafaelo Moreno Valle Rosas    | 2011   | 2017      |             |
| 73 | José Antonio Gali Fayad       | 2017   | 2018      |             |
| 74 | Martha Érika Alonso Hidalgo   | 2018   | 2018      |             |
| 75 | Jesús Rodríguez Almeida       | 2018   | 2019      |             |
| 76 | Guillermo Pacheco Pulido      | 2019   | 2019      | ad interim  |
| 77 | Miguel Barbosa Huerta         | 2019   | 2022      |             |
| 78 | Ana Lucía Hill Mayoral        | 2022   | 2022      | ad interim  |
| 79 | Sergio Salomón Céspedes       | 2022   | 2024      | sostituto   |
| 80 | Alejandro Armenta Mier        | 2024   | in carica |             |